# Chrám svatého Mikuláše (Plzeň)
Kostel svatého Mikuláše je kostel v Plzni. Byl založen roku 1406 na historické tvrzi Mitrvald pánů z Litic. K významné změně došlo roku 1599, kdy byl sklenut presbytář a kaple sv. Anny. Další úpravy kostela byly provedeny v období baroka v letech 1739–1744, kdy vznikl nový portál a boční loď. Ani v 19. století nezůstal kostel beze změny. Poslední úprava zahrnula dostavbu sakristie.
Kostel je dvoulodní s polygonálním presbytářem a obdélnou kaplí sv. Anny na severní straně. Oltář, sochy, kazatelna a jiné vnitřní zařízení jsou ve stylu barokním a rokokovém.
Od roku 1993 používá chrám řeckokatolická církev, které nyní patří.